# NHK熱海ラジオ中継局
NHK熱海ラジオ中継局（エヌエイチケイあたみラジオちゅうけいきょく）は、静岡県熱海市に置かれているNHK静岡放送局ラジオ第1放送の中継局。
なお、同地に設置されているNHK熱海錦ヶ浦テレビ中継局についても併せて記載する。

## 所在地
- 熱海市熱海（向山）[1][2][3]

## NHK熱海ラジオ中継局

### 送信設備
| 周波数 （kHz） | 放送局名    | 空中線 電力 | 放送対象地域 | 放送区域 内世帯数 | 運用開始日    |
| -------------- | ----------- | ----------- | ------------ | ----------------- | ------------- |
| 1161           | NHK静岡 第1 | 100W        | 静岡県       | 約-世帯           | 1963年4月30日 |

### 歴史
- 1963年4月30日 - 「NHK熱海ラジオ中継放送所」開局。

## NHK熱海錦ヶ浦テレビ中継局

### デジタルテレビ放送
| リモコン 番号 | 放送局名     | チャンネル 番号 | 空中線 電力 | ERP   | 偏波面   | 放送対象地域 | 放送区域 内世帯数 | 運用開始日    |
| ------------- | ------------ | --------------- | ----------- | ----- | -------- | ------------ | ----------------- | ------------- |
| 1             | NHK静岡 総合 | 40              | 50mW        | 250mW | 水平偏波 | 静岡県       | 約4,300世帯       | 2010年12月2日 |
| 2             | NHK静岡 教育 | 16              | 50mW        | 250mW | 水平偏波 | 全国         | 約4,300世帯       | 2010年12月2日 |

#### 放送エリア
- 熱海市の一部[2][3]

#### 歴史
- 2010年
  - 10月21日 - 予備免許交付[2]
  - 10月25日 - 試験放送開始
  - 11月25日 - 本免許交付[3]
  - 12月2日 - 本放送開始[5]

### アナログテレビ放送
| チャンネル 番号 | 放送局名     | 空中線 電力          | ERP                 | 偏波面   | 放送対象地域 | 放送区域 内世帯数 | 運用開始日    | 放送終了日     |
| --------------- | ------------ | -------------------- | ------------------- | -------- | ------------ | ----------------- | ------------- | -------------- |
| 35              | NHK静岡 総合 | 映像500mW/ 音声125mW | 映像2.9W/ 音声720mW | 水平偏波 | 静岡県       | 約-世帯           | 1979年 3月1日 | 2011年 7月24日 |
| 37              | NHK静岡 教育 | 映像500mW/ 音声125mW | 映像2.9W/ 音声720mW | 水平偏波 | 全国         | 約-世帯           | 1979年 3月1日 | 2011年 7月24日 |

#### 歴史
- 1979年3月1日 - 「NHK熱海錦ヶ浦テレビジョン中継局」開局。
- 2011年7月24日 - 正午をもってアナログテレビ放送が終了し、デジタルテレビ放送に完全移行した。